# Francesco Borgani

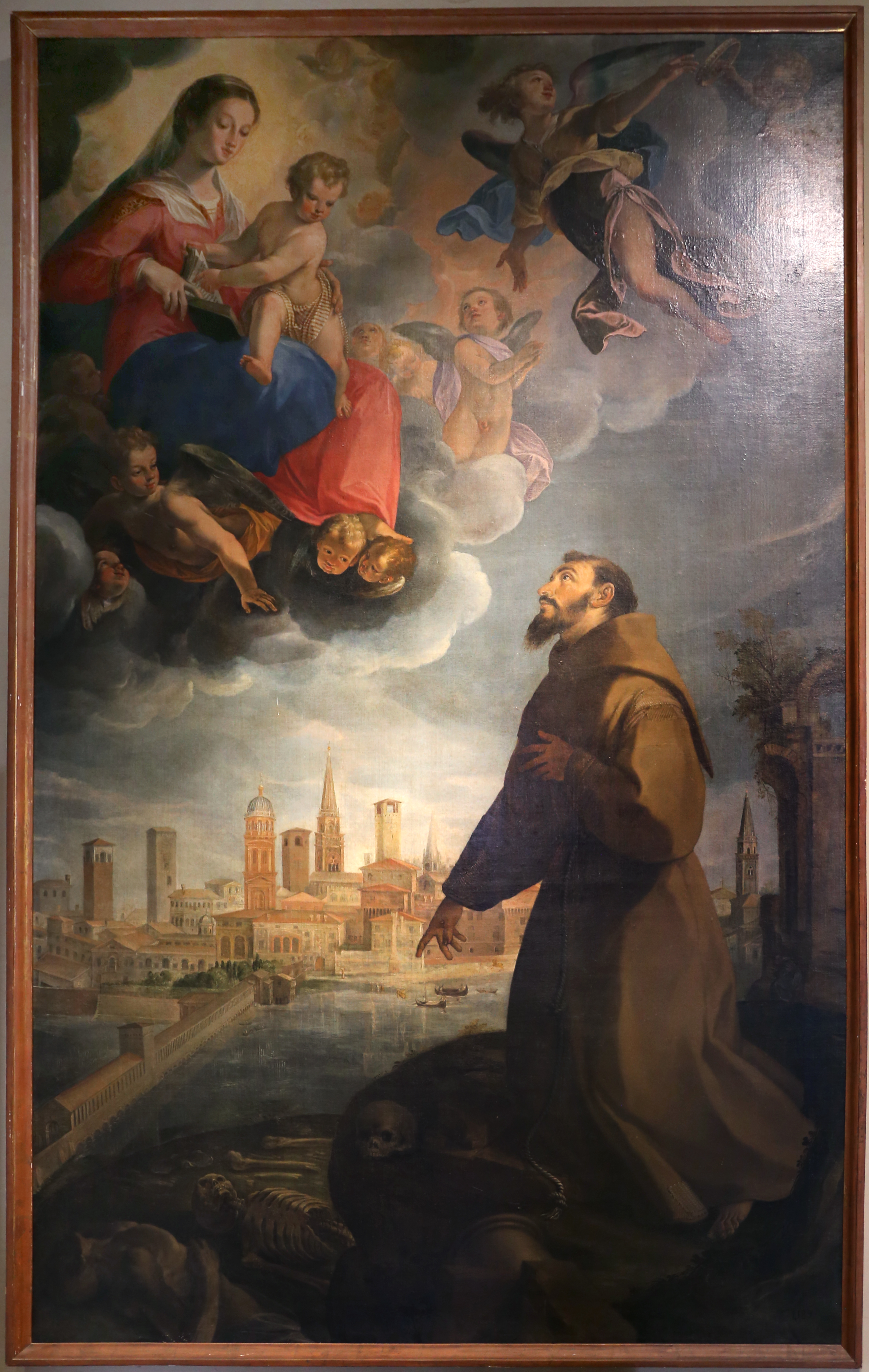
Der heilige Franziskus betet zur Muttergottes für das Ende einer Epidemie in Mantua, Palazzo Ducale, Mantua

Francesco Borgani (* um 1557 in Pomponesco; † 24. April 1624 in Mantua) war ein italienischer Maler, Architekt und Restaurator, ein Vertreter des Barock.

## Leben
Zwischen 1586 und 1587 arbeitete Francesco an der malerischen Ausschmückung der Burg Goito mit. Er war ein Schüler von Ippolito Costa und wurde von dessen Zeitgenossen Domenico Fetti beeinflusst. Er war auch in Mantua am Hof des Herzogs Vincenzo I. Gonzaga tätig.
Für das Oratorium von Governolo malte er 1614 „Die Begegnung zwischen Attila und dem Heiligen Leo dem Großen“, die heute in der Sakristei der Pfarrkirche aufbewahrt wird, und als Architekt baute er 1615 einen monumentalen Bogen für die Kirche des Heiligen Franziskus.

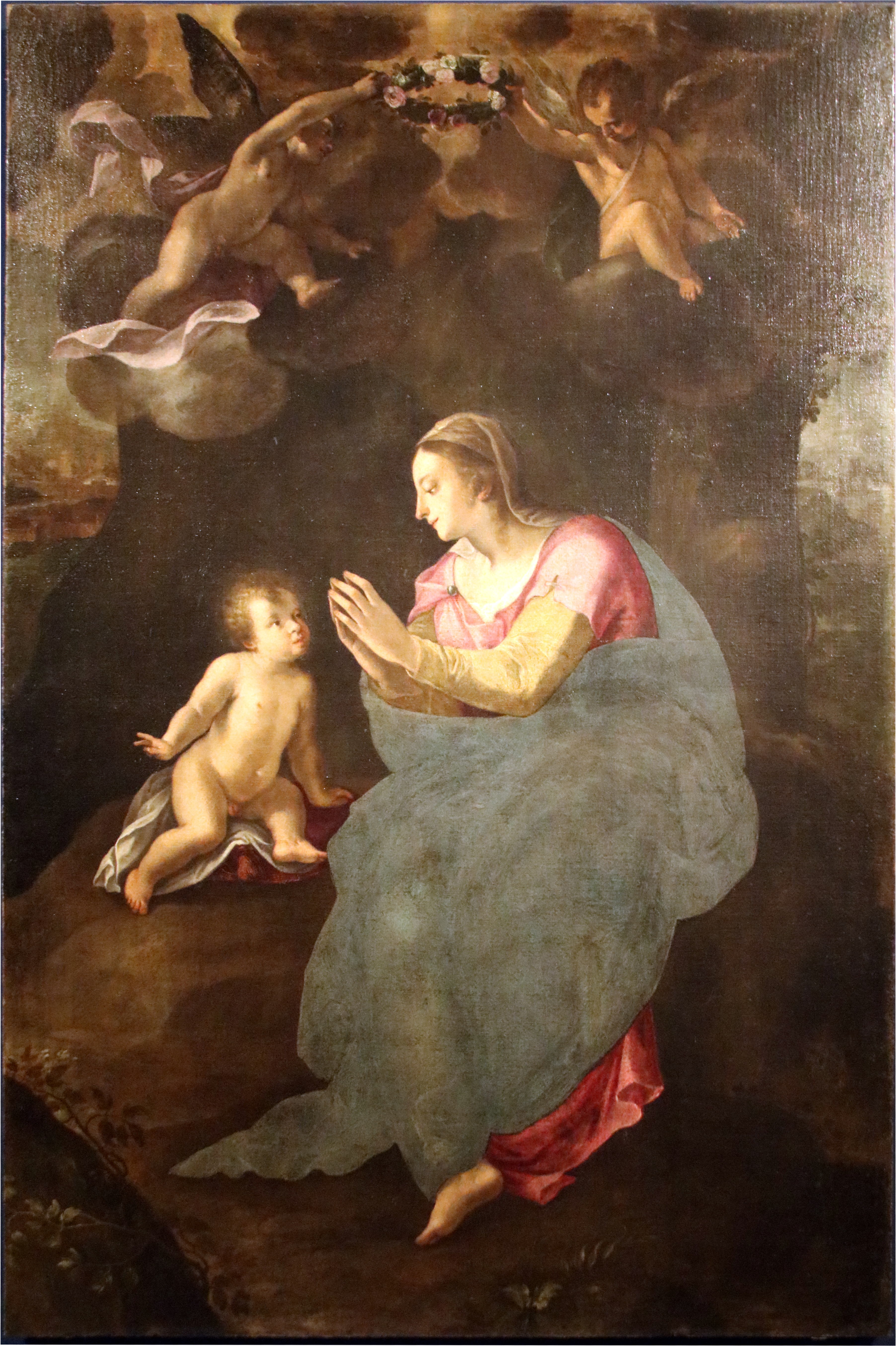
Pfarrkirche Sant’Apollonia, Madonna della Ghiara (um 1604), Mantua

## Werke
- Begegnung zwischen Attila und dem Heiligen Leo dem Großen[2], 1614, Ölleinwand, 122 × 196 cm, aufbewahrt in der Pfarrkirche von Governolo;
- Der heilige Franziskus betet zur Madonna für die Beendigung einer Epidemie, um 1618, Öl auf Leinwand, Palazzo Ducale, Mantua;[3].
- Der heilige Paulus der erste Einsiedler mit dem heiligen Abt Antonius, Palazzo Ducale, Mantua;
- Der Heilige Anselm segnet die Kirche des Heiligen Paulus, Kirche der Heiligen Simon und Judas, Mantua;
- Gelübde des Heiligen Ludwig, Kirche der Heiligen Simon und Judas, Mantua;
- Fall Jesu unter dem Kreuz, Kirche Santa Caterina, Mantua;
- Santi Andrea e Longino che sostengono il tabernacolo del preziosissimo sangue, Sant’Andrea, Mantua;
- Jungfrau, die unter ihrem Mantel das Volk von Mantua empfängt, Basilika Sant’Andrea, Mantua;
- Einweihung des Kostbarsten Blutes, Basilika Sant’Andrea, Mantua;
- Madonna della Ghiara, Kirche von Sant’Apollonia, Mantua;
- Wunder des Heiligen Antonius, Wallfahrtskirche der Heiligen Jungfrau der Gnaden, Curtatone;
- Sant’Antonio riceve il Bambino dalle mani della Madonna, Wallfahrtskirche der Beata Vergine delle Grazie, Curtatone.